# فلوريد الثيوفسفوريل
فلوريد الثيوفوسفوريل هو مركب كيميائي من الفلور والكبريت والفوسفور ينتمي إلى هاليدات الثيوفوسفوريل، صيغته PSF3، ويوجد على شكل غاز عديم اللون.

## التحضير
حضر هذا المركب لأول مرة سنة 1888 من قبل رودجرز وثورب؛ وذلك من تسخين ثلاثي فلوريد الزرنيخ مع كلوريد الثيوفوسفوريل في أنبوب محكم الإغلاق إلى درجة حرارة تصل إلى 150°س؛ كما يمكن التحضير انطلاقاً من خماسي كبريتيد الفوسفور بالمفاعلة مع ثنائي فلوريد الرصاص عند 170 °س:
{\displaystyle {\ce {3 PbF2 + P2S5 -> 3 PbS + PSF3}}}
أو بتفاعل ثلاثي فلوريد الفوسفور مع كبريتيد الهيدروجين تحت ضغوط مرتفعة:
{\displaystyle {\ce {PF3 + H2S -> PSF3 + H2}}}

## الخواص
يوجد المركب في الشروط القياسية على شكل غاز عديم اللون، وهو يتفاعل مع الماء ببطء وفق التفاعل:
{\displaystyle {\ce {PSF3 + 4 H2O -> H2S + H3PO4 + 3 HF}}}
يتفاعل هذا المركب مع ثنائي أكسيد الكبريت ليعطي الكبريت العنصري:
{\displaystyle {\ce {2 PSF3 + SO2 -> 2 POF3 + 3 S}}}